# Atletica leggera ai Giochi della III Olimpiade - 100 metri piani
La gara dei 100 metri piani ai Giochi della III Olimpiade si tenne il 3 settembre 1904 al Francis Field della Washington University di  Saint Louis, in occasione dei terzi Giochi olimpici dell'era moderna.

## L'eccellenza mondiale
Negli anni non olimpici la specialità viene disertata sia dai britannici che dagli americani, i quali corrono le 100 iarde (91,44 metri). Non si hanno risultati di rilievo sulla distanza. Arthur Duffey, il miglior specialista della distanza con 9 3/5, ha deciso di non partecipare alle Olimpiadi, forse perché quattro anni prima s'infortunò gravemente proprio ai Giochi. Lo statunitense partecipa ai meeting che si tengono in Europa.

## La gara
Gli occhi degli sportivi sono puntati su Archie Hahn, che ha già vinto due ori: sui 60 metri nella giornata inaugurale (29 agosto) e sui 200 metri (31 agosto).
L'ungherese Béla Mező è l'unico velocista europeo presente. Come nei 60 metri piani, la gara è praticamente un campionato americano.
Archie Hahn balza subito in testa allo sparo e non è più ripreso dagli avversari. Al traguardo il secondo classificato, Cartmell, è staccato di due metri. La gara è stata disturbata da un forte vento contrario, che ha inficiato il valore tecnico delle prestazioni.

## Risultati

### Batterie
Si disputarono 3 batterie, i primi due classificati furono ammessi in finale.
1ª batteria
| Pos. | Atleta           | Nazione     | Tempo |
| ---- | ---------------- | ----------- | ----- |
| 1    | Archie Hahn      | Stati Uniti | 11"4  |
| 2    | Lawson Robertson | Stati Uniti | n/d   |
| 3    | Béla Mező        | Ungheria    | n/d   |

2ª batteria
| Pos. | Atleta             | Nazione     | Tempo |
| ---- | ------------------ | ----------- | ----- |
| 1    | Bill Hogenson      | Stati Uniti | 11"6  |
| 2    | Frederick Heckwolf | Stati Uniti | n/d   |
| 3    | Bobby Kerr         | Canada      | n/d   |
| 4    | Meyer Prinstein    | Stati Uniti | n/d   |

3ª batteria
| Pos. | Atleta          | Nazione     | Tempo |
| ---- | --------------- | ----------- | ----- |
| 1    | Nate Cartmell   | Stati Uniti | 11"4  |
| 2    | Fay Moulton     | Stati Uniti | n/d   |
| 3    | Clyde Blair     | Stati Uniti | n/d   |
| 4    | Frank Castleman | Stati Uniti | n/d   |

### Finale
| Pos.    | Atleta           | Nazione     | Età | Tempo |
| ------- | ---------------- | ----------- | --- | ----- |
| Oro     | Archie Hahn      | Stati Uniti | 24  | 11"0  |
| Argento | Nate Cartmell    | Stati Uniti | 21  | 11"2  |
| Bronzo  | Bill Hogenson    | Stati Uniti | 20  | 11"2  |
| 4       | Fay Moulton      | Stati Uniti | 28  | n/d   |
| 5       | Fred Heckwolf    | Stati Uniti | 25  | n/d   |
| 6       | Lawson Robertson | Stati Uniti | 21  | n/d   |

Archie Hahn completa la sua tripletta, dopo aver vinto l'oro sui 60 metri (29 agosto) e sui 200 metri (31 agosto).

## Galleria d'immagini

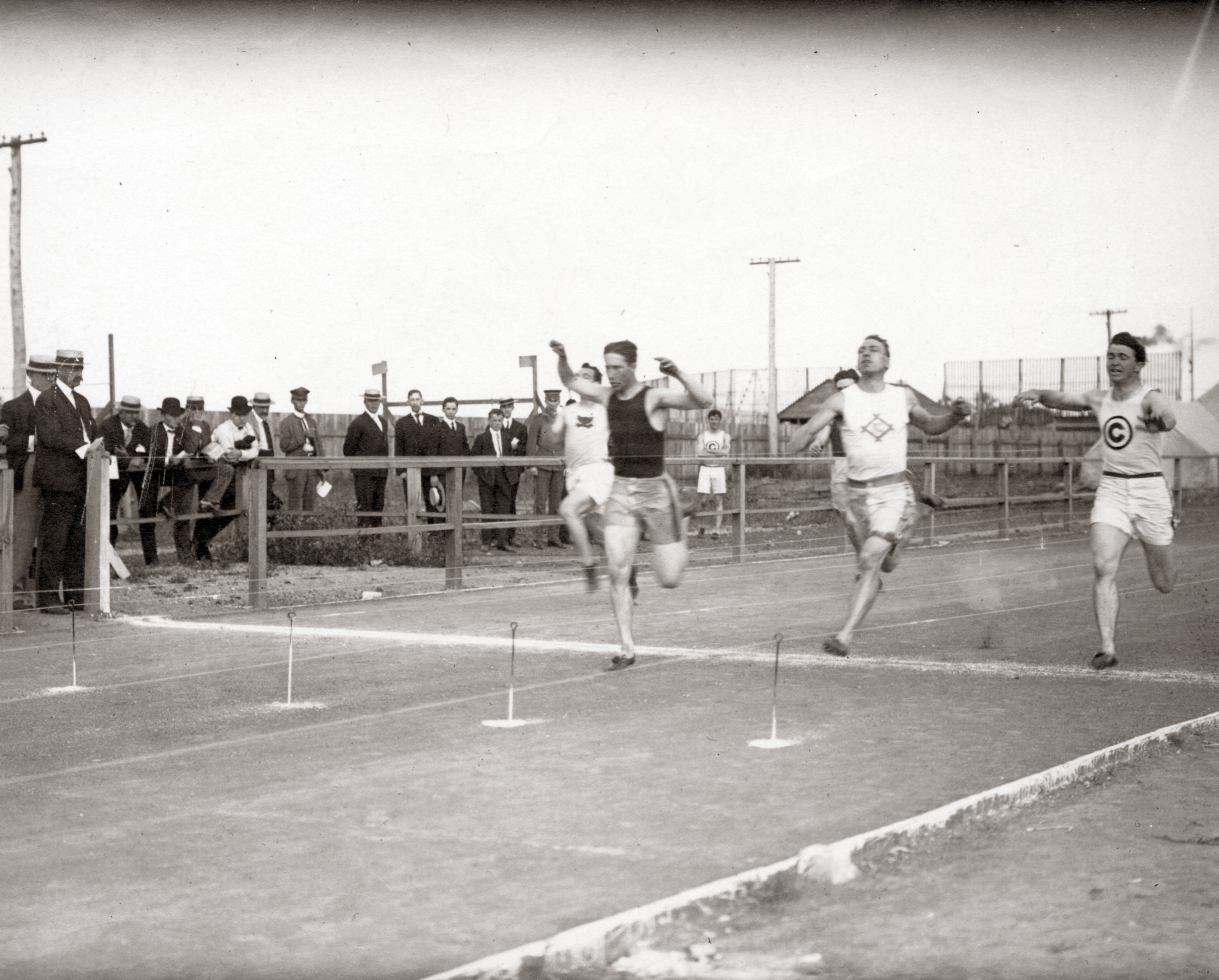
Nathaniel Cartmell vince la terza batteria
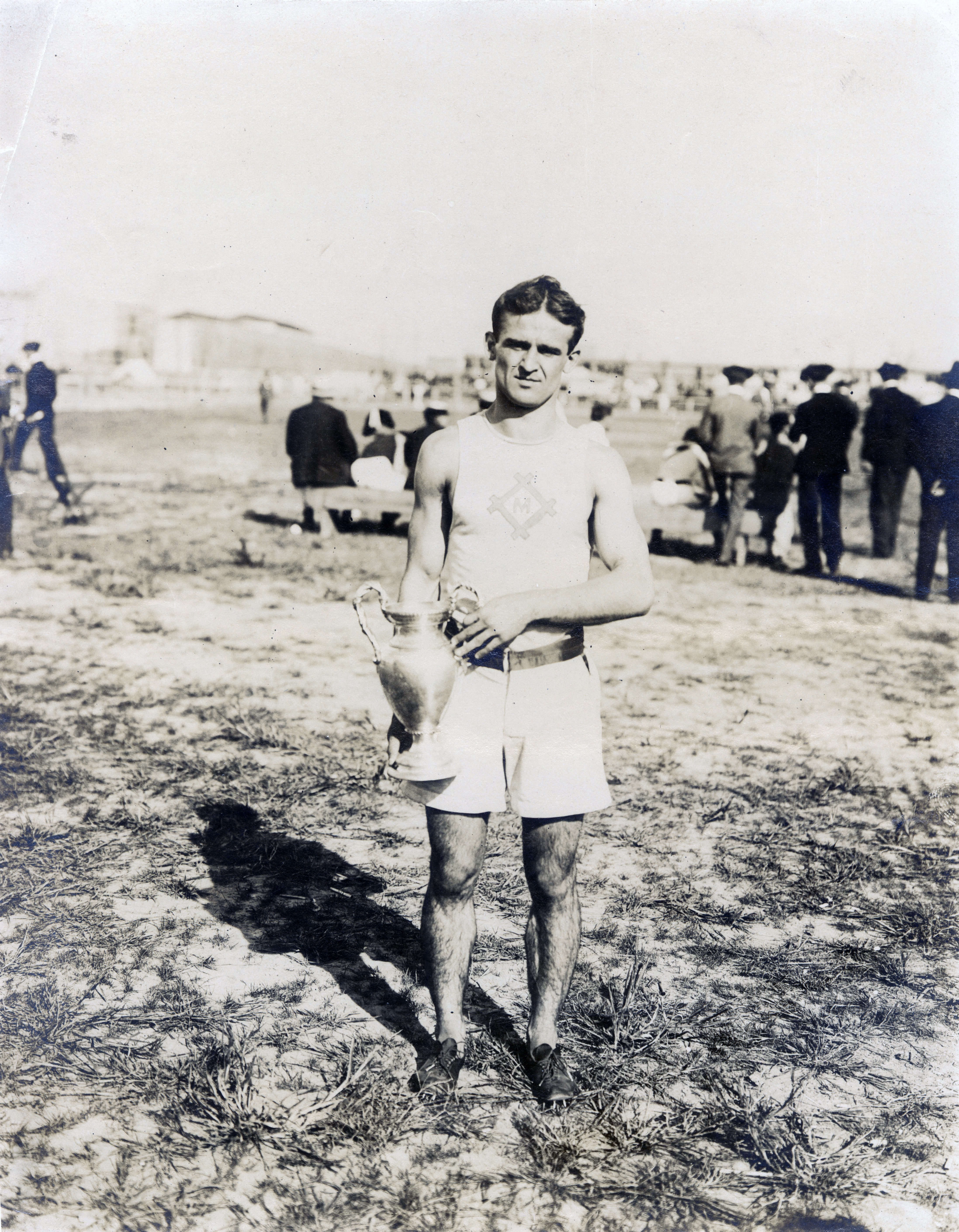
Archie Hann con la coppa messa in palio da F.J.V. Skiff, il direttore dell'Esposizione universale di Saint Louis.